# Factor de crecimiento derivado de plaquetas

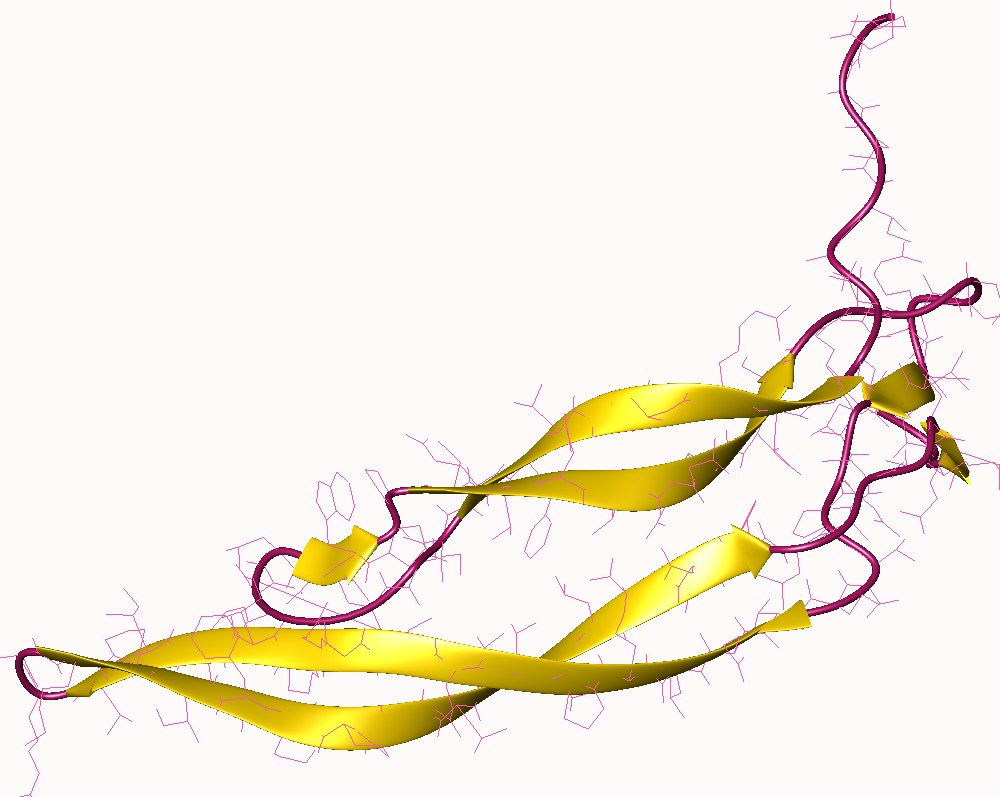
Factor de crecimiento derivado de plaquetas BB, Human.

En biología molecular, el factor de crecimiento derivado de plaquetas (en inglés, PDGF, por platelet derived growth factor) es uno de los numerosos factores de crecimiento, o proteínas que regulan el crecimiento celular y la división celular. PDGF juega un rol significativo, en especial para la angiogénesis, que implica el crecimiento de vasos sanguíneos a partir de tejido vascular existente. La angiogénesis incontrolada es característica del cáncer. Químicamente el PDGF es una glucoproteína dimérica compuesta de dos cadenas A (-AA) o dos B (-BB) o una combinación de las dos (-AB).

## Clasificación
Existen cinco isoformas diferentes de PDGF que activan la respuesta celular a través de dos receptores. Ligandos conocidos incluyen A, B, C y D y un heterodímero AB y receptores alfa (PDGFRA) y beta (PDGFRB). El PDGF tiene unos pocos miembros en la familia, por ejemplo la sub familia del Factor de crecimiento endotelial vascular (VEGF, por vascular endothelial growth factor).

## Mecanismo
El receptor para el PDGF (PDGFR) pertenece a la clase de receptores con actividad tirosina quinasa intrínseca, dentro del grupo de receptores transmembrana. Dos tipos de PDGFR han sido identificados: el tipo alfa y el beta. El PDGFR tipo alfa se une al PDGF-AA, PDGF-BB y PDGF-AB mientras el PDGFR tipo beta se une con alta afinidad al PDGF-BB y PDGF-AB.
El PDGFR se une a sus ligandos mediante el bolsillo localizado dentro del segundo y tercer dominio de inmunoglobulina. Tras la activación por PDGF, estos receptores se dimerizan, colocándose en posición "on" por autofosforilación de algunos sitios de sus dominios citosolicos, los cuales sirven para mediar la unión de cofactores y activación subsiguiente de la trasmisión de señales, por ejemplo, a través de la vía de la PI3K. El efecto cascada subsiguiente incluye la regulación de la expresión genética y el ciclo celular.  
El papel del PI3K ha sido investigado por algunos laboratorios. Los datos acumulados sugieren que mientras esta molécula hace generalmente parte del complejo de señales de crecimiento, esta juega un papel más profundo en el control de la migración celular.
Las diferentes isoformas tienen afinidad variable por el receptor, y el receptor puede tener formas variables, ya sean hetero u homodímeros.  Esto permite la especificidad de las señales en cascada.  Se ha demostrado que el cis oncogén es derivado de la cadena B del PDGF. El PDGF-BB es la proteína de unión con mayor afinidad para el PDGFR-beta. Este es un marcador de la activación de las células hepáticas estrelladas en el proceso de fibrogénesis.

## Función
El PDGF desempeña un rol en el desarrollo embriogénico, proliferación celular, migración celular y angiogénesis. El PDGF también se ha asociado a algunas enfermedades tales como arterioesclerosis, fibrosis y enfermedades malignas.
Adicionalmente el PDGF es un elemento requerido en la división celular de los fibroblastos, una clase de célula del  tejido conjuntivo. Esencialmente, el PDGF permite  a las células saltar a la fase G1 del ciclo celular con el fin de dividirse.
También se sabe que PDGF mantiene la proliferación de las células progenitoras de  oligodendrocitos

## Historia
El PDGF fue uno de los primeros factores de crecimientos caracterizado, propiciando el entendimiento del mecanismo de trasduccion de muchos factores de crecimiento.

## Importancia clínica
Como uno de los muchos factores de crecimiento que han sido asociados a enfermedad, el PDGF ha proporcionado un marcador proteico de antagonistas de receptores para el tratamiento de enfermedades. Tales antagonistas usualmente incluyen anticuerpos específicos que apuntan a moléculas de interés, los cuales solo actúan como agentes neutralizadores.
Sin embargo, descubrimientos recientes han permitido a los laboratorios farmacéuticos sortear este problema mediante la creación de moléculas especializadas que no solamente se unen a proteínas diana, sino que también las destruyen por mecanismos enzimáticos.
El oncogén"c-Sis" es derivado del PDGF.

## También ver
- Ateroma plaquetas en proliferación del músculo liso